# Obwód Koło Armii Krajowej

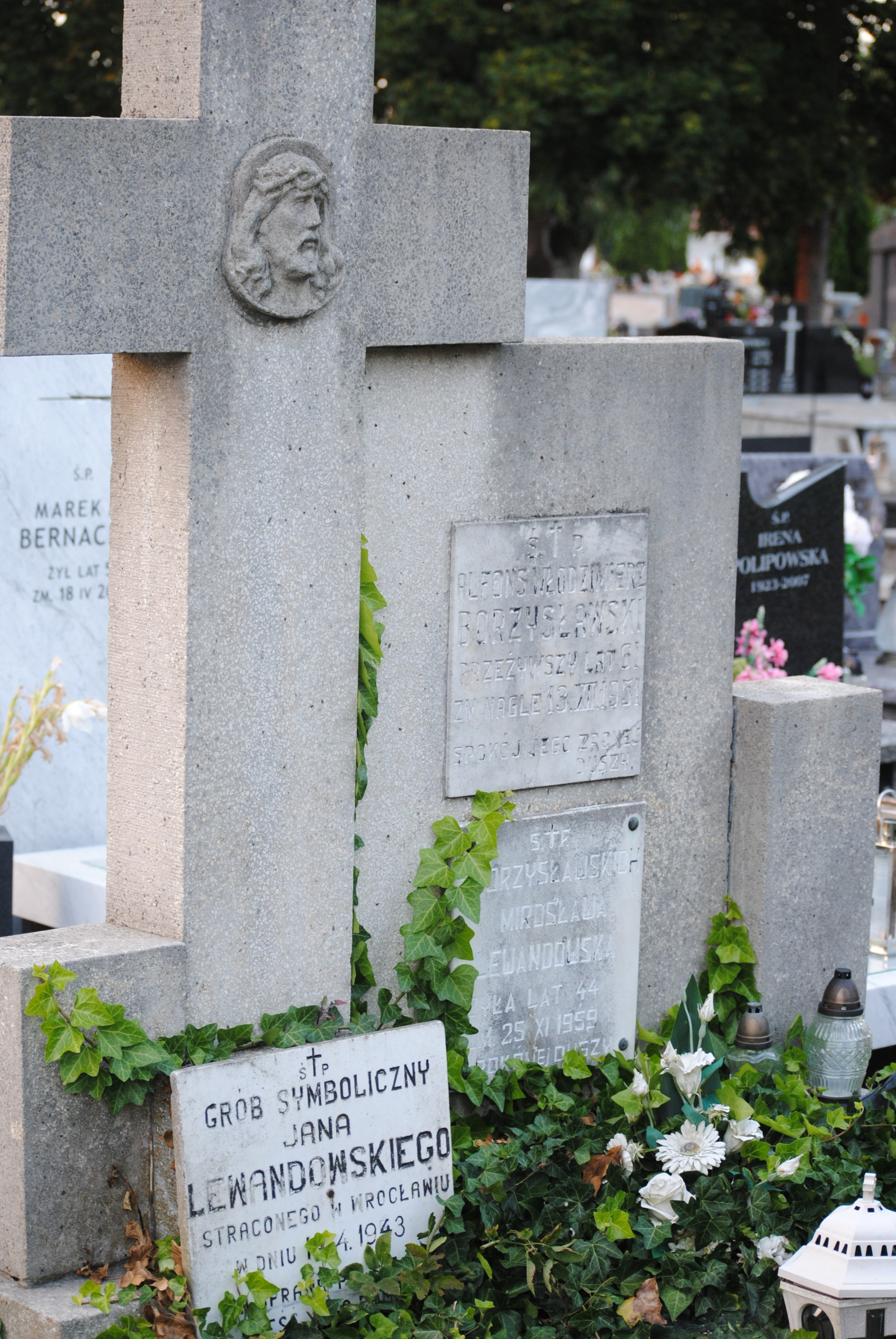
Grób symboliczny Jana Lewandowskiego, członka ścisłego kierownictwa obwodu straconego w 1943 roku

Obwód Koło Armii Krajowej – jednostka terytorialna Związku Walki Zbrojnej i Armii Krajowej, działająca na terenie powiatu kolskiego.

## Historia
Konspiracja w Kole zawiązała się niedługo po zajęciu miasta przez Niemców, już w listopadzie 1939 roku kolscy konspiratorzy kontaktowali się z podobnymi organizacjami na terenie Kutna, Konina, Włocławka, Łodzi i Warszawy. W połowie listopada 1939 roku zawiązała się w Kole komórka zbrojnego oporu, utrzymująca kontakt z Tajną Organizacją Wojskową. Wśród jej członków znaleźli się m.in. Ignacy Anasiewicz, Józef Blewoński, Henryk Czekalski, bracia Cyrułowscy i dr. Leonard Zuchowicz. Organizacja ta objęła swymi ogniwami szereg miejscowości w powiecie kolskim, nawiązała także przez Kutno i Konin kontakt z Warszawą i Łodzią. Łącznikami byli kolejarz Jerzy Brodzisz i geodeta Józef Kałużny. W marcu lub kwietniu 1940 roku na skutek donosu miejscowego restauratora Adolfa Schulza doszło do aresztowań kierownictwa i osób związanych z organizacją, pierwsze aresztowania miały miejsce w Dąbiu, gdzie wszyscy konspiratorzy zostali rozstrzelani, następnie w całym powiecie aresztowano kilkaset osób. Po trzech dniach wybrano 67 osób, które trafiły do obozu w Szczeglinie, skąd po dwóch tygodniach przesłuchań i tortur czterech aresztowanych, którzy przyznali się do posiadania broni i sprzętu wojskowego, zostało rozstrzelanych, a reszta trafiła do obozu koncentracyjnego Dachau.
W 1940 roku na terenie powiatu kolskiego z inicjatywy konspiratorów z Tajnej Organizacji Wojskowej powstała Komenda Obwodu Związku Walki Zbrojnej, która organizowała terenowe placówki na terenie Sompolna, Kościelca, Babiaka i Izbicy Kujawskiej. W kierownictwie kolskiej Komendy Obwodu ZWZ-AK znaleźli się: Lucjan Burski (kierownik wydziału organizacyjnego), Stanisław Zuchowicz (s. Leonarda, kierownik wydziału wojskowego), Józef Jakubowski (kierownik wydziału wywiadu), Józef Blewoński (kierownik wydziału propagandy) i dr. Leonard Zuchowicz (lekarz Komendy Obwodu). Obwód podzielony był na cztery rejony: północny (pod dowództwem Stanisława Zuchowicza), południowy (pod dowództwem Józefa Blewońskiego), wschodni (pod dowództwem Józefa Jakubowskiego) i zachodni (pod dowództwem Lucjana Burskiego). Komenda ZWZ-AK na Obwód Koło otrzymała kryptonim „Jawor” i podlegała pod Okręg Łódź Armii Krajowej. Pierwszym dowódcą został Jan Lewandowski, a jego zastępcą Roman Grabowski. Łączność z dowództwem w Łodzi była utrzymywana przez łącznika Zygmunta Brzezińskiego. 27 kwietnia 1941 roku pod ścianą ratusza w Kole rozstrzelano za posiadanie broni Leona Żabierka.
W połowie 1941 roku Gestapo wprowadziło do kolskiej organizacji agentkę – Marię Leśniewską z Konina. W wyniku prowokacji w kwietniu 1942 roku Niemcy aresztowali większość ścisłego kierownictwa Obwodu Koło AK: Józefa Blewońskiego, Jana Lewandowskiego, Romana Grabowskiego, Mieczysława Oblizajka i Lucjana Burskiego, zbiec udało się jedynie Stanisławowi Zuchowiczowi, który przedostał się do Generalnego Gubernatorstwa. Wszyscy aresztowani zostali przewiezieni do więzienia w Koninie, a następnie do obozu przejściowego w Inowrocławiu. Od listopada 1942 roku przebywali natomiast w Zwickau, gdzie poddano ich intensywnemu śledztwu, następnie kierownictwo Obwodu zostało przetransportowane do Legnicy, gdzie postawiono ich przed Sądem Nadzwyczajnym i 12 marca 1943 roku skazano na karę śmierci. Wyrok wykonano we Wrocławiu, 16 lub 17 kwietnia 1943 roku. W Kole obwieszczenia o wykonaniu wyroku naklejać na słupy ogłoszeniowe musiał Feliks Lewandowski – ojciec Jana, jednego ze straconych. 
Nieliczna ocalała w powiecie kolskim grupa ZWZ-AK przetrwała do stycznia 1945 roku pod kierownictwem nieznanego bliżej Wojciechowskiego. Zrzeszeni w organizacji kolejarze działali m.in. rozkręcając szyny kolejowe, a w czasie zbiórek odzieży zimowej w celu wysłania jej żołnierzom walczącym na froncie wschodnim, konspiratorzy zniszczyli magazyny, w których była ona przechowywana.